# 朝日グランド花月
『朝日グランド花月』（あさひグランドかげつ）は、朝日放送（ABC）で不定期に土曜・日曜の午後放映されている演芸バラエティ番組。

## 概要
題の通り、なんばグランド花月からの録画中継番組である。若手だけでなく、普段あまりテレビでネタを見せないベテランの出演も多い（中田カウス・ボタンのコントや桂小枝の落語など）。
しかし、近年はテレビ朝日制作の全国ネット枠の確保ならびに自社ローカルの再放送枠を放送する方針で約10年以上放送が休止状態になってる。

## スタッフ
- 構成 : 博多ヒト志、友光哲也、東京コウ塀、和田義浩
- SW（スイッチャー） : 秋山泰彦（朝日放送）
- CAM（カメラ） : 手塚西都子（朝日放送）
- VE（ビデオエンジニア） : 山村哲士（朝日放送）
- AUD（オーディオ音声） : 岩橋貞成（朝日放送）
- LD（ライティングディレクター） : 兼岩克
- EED（ビデオ編集） : 佐藤友彦（マウス）
- MA・SE : 衛藤恒明（戯音工房）
- 美術 : 佐々文章（朝日放送）
- CG : 三好和也（ちゅるんカンパニー）
- 番宣 : 岡崎由記
- デスク : 岡由子
- AD（アシスタントディレクター） : 森裕喜（朝日放送）、金琴実・吉井大治郎（アイ・ティ・エス）
- ディレクター : 北中彰・近藤真広・小城修哉・水田芳裕（朝日放送）、紺田啓介・谷垣和歌子（アイ・ティ・エス）
- チーフディレクター : 藤井武夫（朝日放送）
- プロデューサー : 藤田和弥（朝日放送）、片山勝三（吉本興業）
- 技術協力 : トラッシュ、アーチェリープロダクション、インターナショナルクリエイティブ
- 美術協力 : つむら工芸、まいど、高津商会、東京衣裳、京阪商会、モア、デンコー
- スタッフ協力 : アイ・ティ・エス
- 制作協力 : 吉本興業
- 制作・著作 : 朝日放送